# Nasjonal Samling
O Nasjonal Samling (Partido da União Nacional) foi o partido fascista norueguês fundado por Vidkun Quisling e Johan Bernhard Hjort em 17 de Maio de 1933 (embora Hjort tenha deixado o movimento em 1937). O partido governou a Noruega entre 1942 e 1945 no regime-fantoche da ocupação nazista.